# کیارا گوتسوناتو
کیارا گوتسوناتو (ایتالیایی: Chiara Guzzonato؛ زادهٔ ۲۳ فوریهٔ ۱۹۵۶) بازیکن زن بسکتبال اهل ایتالیا بود. وی در بازی‌های المپیک تابستانی ۱۹۸۰ شرکت کرده‌است.